# Lutzomyia matosi
Lutzomyia matosi är en tvåvingeart som först beskrevs av Barretto M. P., Zago Fo H. 1956.  Lutzomyia matosi ingår i släktet Lutzomyia och familjen fjärilsmyggor. Inga underarter finns listade i Catalogue of Life.